# Balintraid
Balintraid (Schots-Gaelisch:  Baile na Tràghad) is een dorp in de Schotse lieutenancy Ross and Cromarty in het raadsgebied Highland, ongeveer 2 kilometer ten oosten van Invergordon en is gelegen aan de oevers van de Cromarty Firth.